# Leesmap
Een leesmap of leesportefeuille is een leenabonnement op meerdere populaire weekbladen tegelijk. In tegenstelling tot andere tijdschriftenabonnementen moet de abonnee de tijdschriften na een week weer teruggeven.
De abonnementsprijs is afhankelijk van de ouderdom van de tijdschriften. Sommige aanbieders bieden mappen van 14 weken oud aan. Ook is er vaak een klassiek abonnement mogelijk waarbij de koper een eenmaal 'uitgeputte' map mag houden, de houdmap.